# Жировниця (Жировниця)
Жировниця (словен. Žirovnica) — поселення в общині Жировниця, Горенський регіон, Словенія. Висота над рівнем моря: 558 м.